# Arthur Scott King
Arthur Scott King (18 de enero de 1876 – 17 de abril de 1957) fue un físico y astrofísico estadounidense. 

## Biografía
Nació en el condado de Jerseville, en el estado de Illinois. Fue hijo de Robert Andrew y Miriam Munson King. En 1883, la familia se mudó a Santa Rosa, California en un intento de alivianar el asma crónica de su hijo. El intentó dio resultado y el asma se curó. En 1890 se mudaron de nuevo a Fresno, California. 
En 1885 Arthur se graduó de la escuela superior de Fresno y luego atendió en la Universidad de California en Berkeley. Desarrolló un interés en física y en 1899 fue admitido en la escuela de pregrado. Le de otorgó el doctorado en 1903, convirtiéndose en el primer pregrado en física dado por esa universidad. 
Luego de ganar una beca, permaneció dos años en Alemania estudiando en Bonn y en Berlín y viajando por Europa. Sus intereses académicos estaban enfocados en la espectroscopia y en estos tiempos estas instituciones eran líderes en tal campo. 
En 1905 regresió a Berkeley y se convirtió en profesor. El año siguiente se casó con Luiuse Burnett, con quien tendría dos hijos. El mismo año publicó una investigación describiendo el uso de hornos eléctricos para la espectroscopia.
Se le ofreció un puesto académico en el observatorio de Monte Wilson en 1907, el cual aceptó. Consecuentemente, se mudó de Berkeley. Gastó mucho del resto de su carrera estudiando el espectro de elementos y moléculas, con enfoque particular en los elementos lantánidos. También efectuó estudios sobre los meteoros, incluyendo su espectro y pasos direccionales. 
En 1929 colaboró con Raymond T. Birge en el descrubrimiento del isótopo Carbono-13, basado en diferencias de espectro.
Entre 1901 y su retiro, publicó cerca de doscientos artículos en revistas científicas. Sirvió como presidente de la American Meteorical Society durante un período, y también como presidente de la Astronomical Society of the Pacific en 1941. En 1943 se retiró, pero se incolucró en una investigación en el CalTech. Ahí efectuó estudios de balística sobre los torpedos lanzados desde aeronaves. Finalmente en 1957, con su salud fallándole, murió en Pasadena, California.

## Eponimia
- En 1970 la UAI decidió en su honor y en el de Edward S. King llamarle «King» a un astroblema situado en el lado oscuro de la Luna.[3]